# جورج ريشار
جورج ريشار (بالفرنسية: Georges Richard)‏ هو سائق سيارة سباق فرنسي، ولد في 1863 في باريس في فرنسا، وتوفي في 1922 في روان في فرنسا بسبب حادث مرور.